# Charlie Bazzano
Charles Frederick "Charlie" Bazzano (10 de outubro de 1923 — 9 de janeiro de 2014) foi um ciclista australiano. Nos Jogos Olímpicos de 1948 em Londres, ele terminou em quarto lugar competindo na prova de velocidade.